# Comuna Kozova, Skole
Kozova (în ucraineană Козьова) este o comună în raionul Skole, regiunea Liov, Ucraina, formată din satele Kozova (reședința), Oreavciîk și Tîsoveț.

## Demografie
Componența lingvistică a comunei Kozova
     Ucraineană (99,16%)
     Alte limbi (0,84%)
Conform recensământului din 2001, majoritatea populației comunei Kozova era vorbitoare de ucraineană (99,16%), existând în minoritate și vorbitori de alte limbi.